# Baixa Limia-Serra do Xurés
Baixa Limia-Serra do Xurés és un parc natural de Galícia establert l'any 1993, que abasta 20.920 hectàrees. Es troba a la comarca d'A Baixa Limia, al sud de la província d'Ourense i la seva zona d'actuació s'estén des de les muntanyes dels municipis d'Entrimo, Lobios i Muíños fins a la frontera amb Portugal, limitant amb el Parc nacional de Peneda-Gerês. El maig de 2009 va ser declarat Reserva de la Biosfera per la UNESCO juntament amb el parc nacional portuguès contigu.
És una zona muntanyosa en la qual el material geològic predominant és el granit. Dins dels seus límits es troben els circs glaciars de menor altitud de la península Ibèrica

## Flora
La flora del parc es caracteritza per un bosc de fulla caduca, amb roure reboll (Quercus pyrenaica), bedoll (Betula celtibèrica) i elements mediterranis com l'alzina surera o l'arbocer i el grèvol a l'altura superior. Hi ha diverses plantes endèmiques, com el Prunus lusitanica, una espècie que colonitza els barrancs i altres zones d'alta humitat.

## Fauna
Entre els amfibis i rèptils destaquen la sargantana ibèrica i la colobra viperina. Entre les aus cal citar l'àguila reial, l'astor, cucúlids i pícids. Hi ha espècies cinegètiques com el porc senglar, el cabirol i el conill. També hi ha llops, fures de bosc genetes i gats salvatges. En els cursos d'aigua hi trobem llúdries.